# Santo Tomás (Nicarágua)
Santo Tomás é um município da Nicarágua, situado no departamento de Chontales. Tem 547 km² de área e sua população em 2020 foi estimada em 19.686 habitantes.